# البيع بالتجزئة الآلي
لا يجب الخلط بين البيع الآلي بالتجزئة وآلات البيع الذاتية

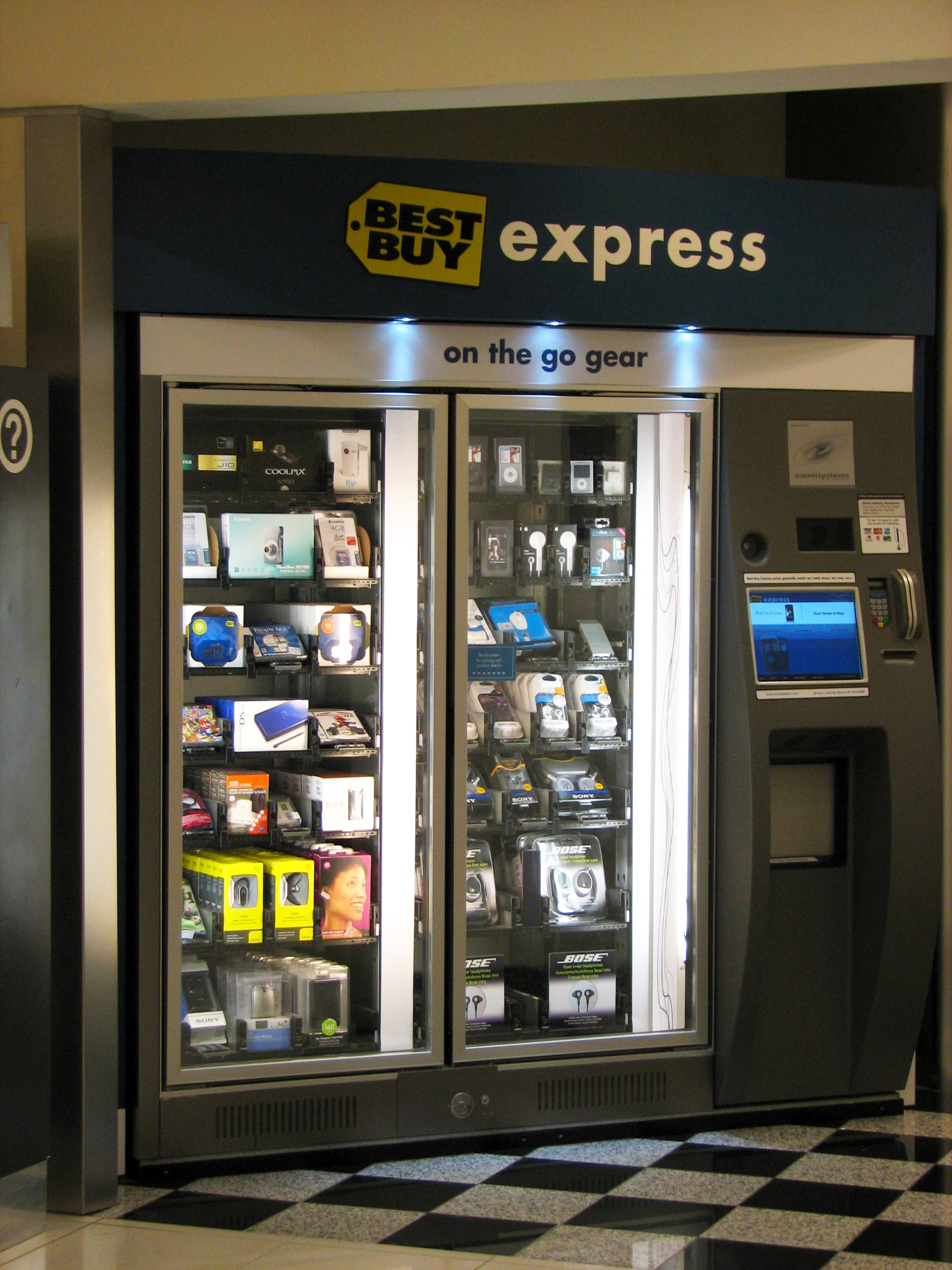
آلة بيع بست باي اكسبرس في محطة المطار، مزودة بالإلكترونيات من Zoom Systems

البيع بالتجزئة الآلي هو فئة من أكشاك الخدمة الذاتية المستقلة التي تعمل كمتاجر تجزئة أوتوماتيكية بالكامل من خلال استخدام تكامل البرامج لتحل محل خدمات التجزئة التقليدية داخل متاجر التجزئة التقليدية. غالباً ما توجد هذه الأكشاك المستقلة في المواقع التي يتم فيها الاتجار بكثافة مثل المطارات ومراكز التسوق والمنتجعات ومراكز التنقل.
غالبًا ما يتصفح المستهلكون ويحددون المنتجات باستخدام واجهة تعمل باللمس تعمل على نحو مماثل لموقع ويب للتجارة الإلكترونية، وتُدفع ثمن المشتريات باستخدام بطاقة ائتمان أو بطاقة خصم، ثم يتم تسليم المنتج من خلال نظام آخر غير أنظمة الإسقاط بالجاذبية، وهذه الأنظمة تعمل غالبًا عبر ذراع آلية داخل الكشك.
تكامل البرامج، وتجربة المستهلك وآليات التسليم هي ما يميز متاجر البيع بالتجزئة الآلية عن آلات البيع الذاتية.
ZoomShops و Redbox هي أمثلة. رغم أن وحدات البيع يمكن دعمها بشاشة تعمل باللمس، إلا أنها تعتبر وحدات بيع ذكية. هناك تباين كبير بين نتائج الإيرادات من وحدات البيع الذكية ووحدات البيع بالتجزئة الآلية. تعد المنتجات الأقل تكلفة مناسبة بشكل أفضل للبيع الذكي، في حين أن المنتجات الأكثر تكلفة مثل العناصر الفاخرة ومستحضرات التجميل والإلكترونيات وغيرها من المنتجات المماثلة ستؤدي بشكل أفضل في آلات البيع بالتجزئة الآلية. وحدات البيع بالتجزئة أغلى عدة مرات من وحدات البيع الذكية؛ ومع ذلك، يمكن تبرير التكلفة على أساس الإيرادات المتولدة. تقبل وحدات البيع بالتجزئة المؤتمتة ذاتية الخدمة، بطاقات الخصم والائتمان لتوزيع الإلكترونيات، تمامًا مثل وحدات بيست باي.

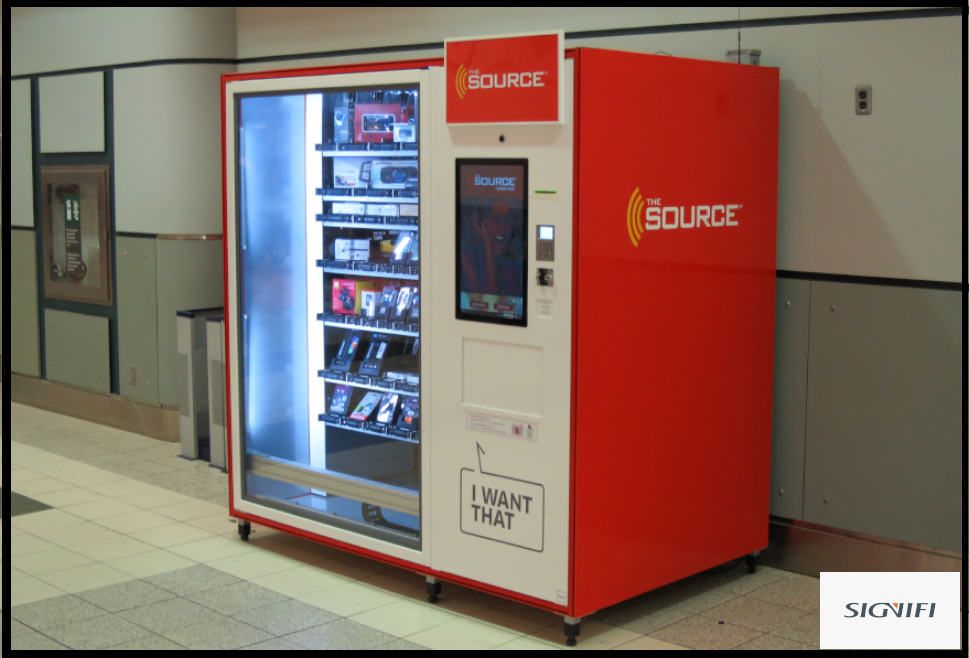
كشك التجزئة الذاتية يعرض الالكترونيات في المطار

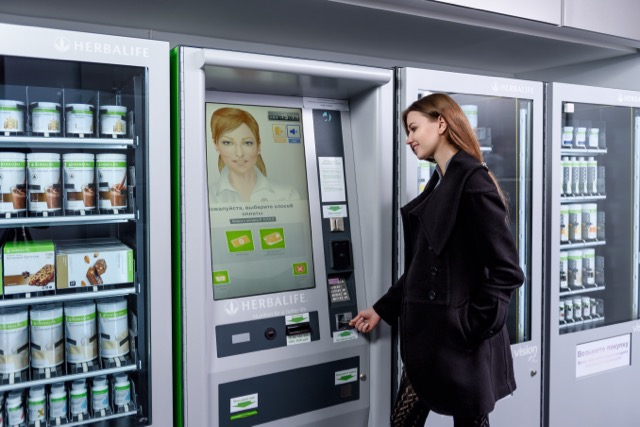
هرباليفي ASC في موسكو ، روسيا